# Nunkajmy
Nunkajmy (niem. Nohnkeim) – przysiółek wsi Piaskowiec w Polsce, położony w województwie warmińsko-mazurskim, w powiecie kętrzyńskim, w gminie Korsze. Wchodzi w skład sołectwa Piaskowiec.
W latach 1975–1998 przysiółek administracyjnie należał do województwa olsztyńskiego.